# Доронин, Иван Иванович
Ива́н Ива́нович Доро́нин (2 (15) августа 1900 — 9 сентября 1978) — русский советский поэт.

## Биография
Родился в крестьянской семье в деревне Слобода Тульской губернии (ныне Дубенский район Тульской области). С 12 до 15 лет обучался цветоводству и садоводству у тульского купца Макеева. В 1915—1920 годах работал на Тульском оружейном заводе, в 1920 году вступил в ВКП(б), направлен на Южный фронт. Служил в политотделе 51-й Московской стрелковой дивизии, был литературным сотрудником полевой газеты. По возвращении с фронта работал в агитационно- литературно- издательском отделе Ходынского лагерного сбора, в политуправлении МВО, в редакции газеты «Красный воин».
Писать стихи начал в 1919 году, печатался в местных газетах, затем и в центральных. После демобилизации посещал литературную студию Пролеткульта, учился в Высшем литературно-художественном институте им. Брюсова. В 1922 году вошёл в литературное объединение пролетарских писателей «Рабочая весна», позднее — в объединение «Октябрь». В 1922 году вышел его первый сборник стихов «Гранитный луг».
Поэму «Тракторный пахарь» (1926) отметил Луначарский, но к концу 1920-х годов Доронин пользуется уже меньшим признанием. После войны писал очень мало (последним произведением стала юмористическая повесть в стихах «Игнат Кузьмич», 1949), но собрал большое количество образцов советского письменного фольклора, появлявшегося в провинциальных газетах, стенгазетах и выступлениях кружков самодеятельности. Бо́льшая часть этого собрания включена в книгу «О чем поёт народ Отчизны». Много лет был заведующим отдела поэзии газеты «Сельская жизнь».

Его лирику определяет влияние Кольцова, сказывающееся в привязанности к природе и следовании народной песне, а также мировоззрение комсомольского поэта и осознание своей принадлежности к пролетариату.
— Вольфганг Казак
В стихотворном обращении к Есенину Маяковский писал: «Вы бы в день писали строк по сто, утомительно и длинно, как Доронин».

## Книги
- Гранитный луг, 1922
- Песни советских полей, 1924
- Лесное Комсомолье, 1925
- На войну, 1925
- Избранные стихи, 1925
- Тракторный пахарь, 1926
- Ответ, 1927
- Первый сбор, 1927
- Стихи, 1937
- Моя дорога, 1937
- Дружинница Наташа, 1942
- О чём поет народ Отчизны, 1968
- Родники народные, 1973